# Посвірж болівійський
Посві́рж болівійський (Sicalis luteocephala) — вид горобцеподібних птахів родини саякових (Thraupidae). Мешкає в Болівії і Аргентині. Є сестринським видом по відношенню до патагонського посвіржа.

## Опис

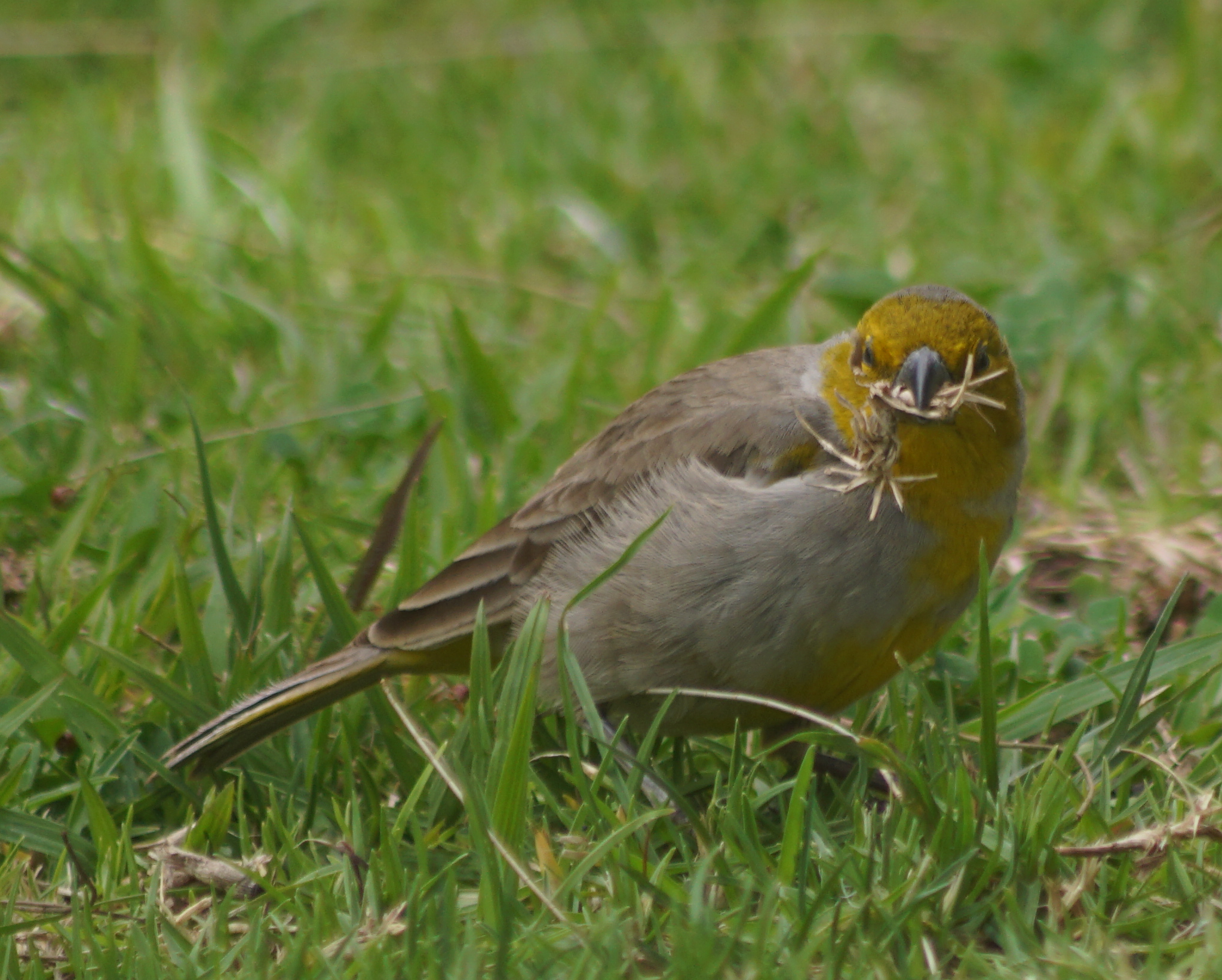
Болівійський посвірж

Довжина птаха становить 14 см. Обличчя, нижня частина тіла і нижні покривні пера хвоста жовті, решта тіла попелясто-сіра. Самиці мають дещо тьмяніше забарвлення.

## Поширення і екологія
Болівійські посвіржі мешкають в Болівії (на південь від Кочабамби) та на північному заході Аргентини (на південь до Жужуя). Вони живуть у високогірних чагарникових заростях Анд та на високогірних луках пуна. Зустрічаються на висоті від 2800 до 3500 м над рівнем моря. Живляться переважно насінням і комахами, а також дрібними плодами.